# Polynoe macrolepidota
Polynoe macrolepidota är en ringmaskart som beskrevs av Schmarda 1861. Polynoe macrolepidota ingår i släktet Polynoe och familjen Polynoidae. Inga underarter finns listade i Catalogue of Life.